# Ignacio López (escultor)

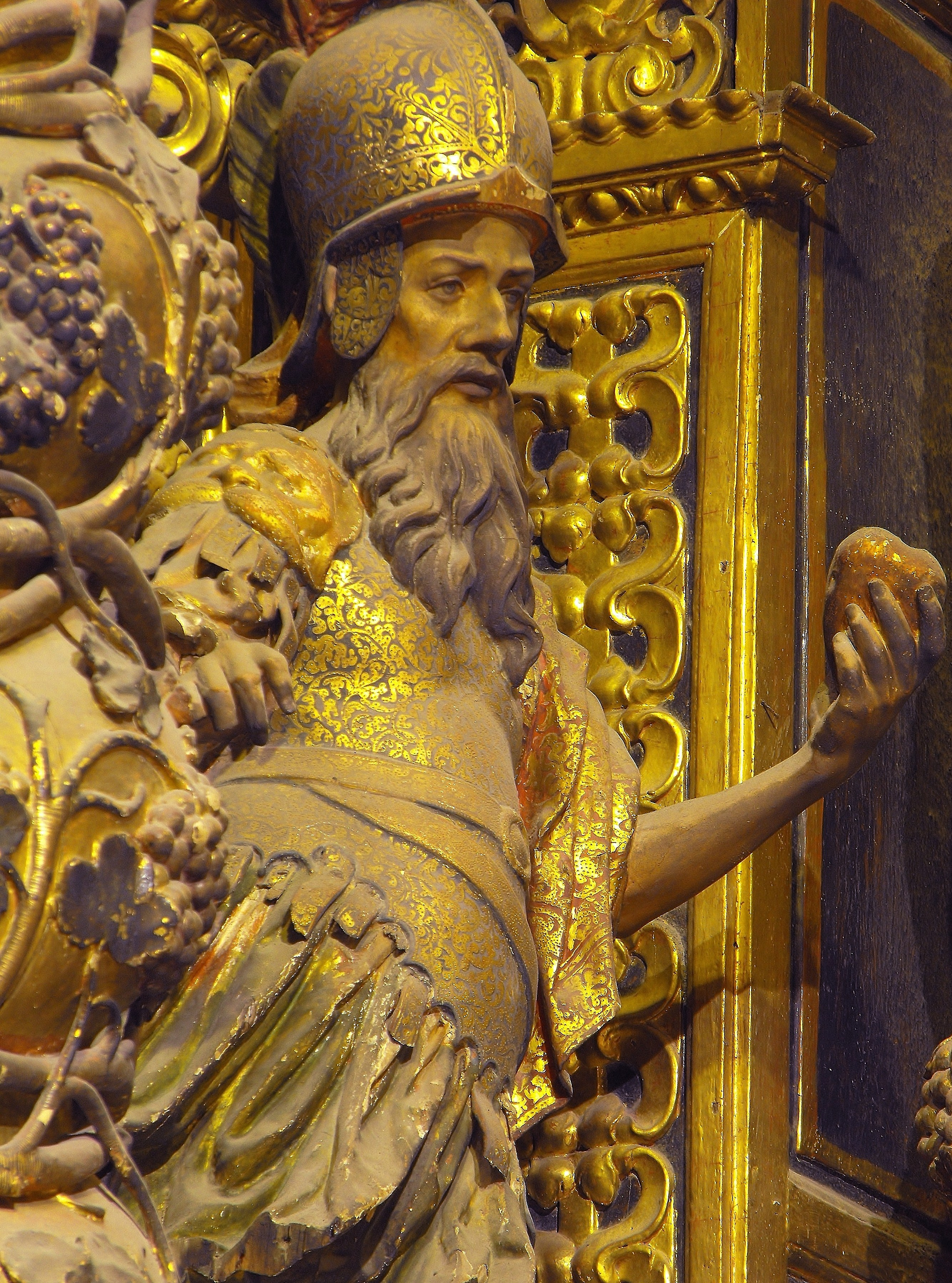
San Judas Macabeo, retablo de las Ánimas de la Iglesia Prioral de El Puerto de Santa María, obra de Ignacio López (1680).

Ignacio Francisco López Barba (Sevilla, 16 de agosto de 1658-El Puerto de Santa María, diciembre de 1718), fue un escultor español perteneciente a la escuela sevillana de escultura.

## Biografía
Nació en Sevilla el 16 de agosto de 1658, siendo hijo de Jerónimo López y María Barba. Debió de formarse en el entorno de Pedro Roldán. Se trasladó a El Puerto de Santa María donde contrajo matrimonio en 1681 con Tomasa Francisca Rendón. Desde esta ciudad desarrolló una fecunda actividad para diferentes localidades del entorno, como Jerez de la Frontera o Lebrija. Murió en diciembre de 1718 a los 60 años de edad, siendo enterrado el día 13 en la Capilla de Ánimas de la Iglesia Prioral de El Puerto de Santa María.

## Obras documentadas
- Retablo de Ánimas de la Iglesia Prioral de El Puerto de Santa María, imaginería, (1680);
- Una Dolorosa y dos pasos, para la hermandad del Dulce Nombre de El Puerto de Santa María, desaparecidos (1683);
- Crucifijo para el púlpito de la Parroquia de Nuestra Señora de la O de Rota, hoy en el sagrario (1691);
- San Buenaventura, colección particular de Los Realejos, Santa Cruz de Tenerife (1691);
- Santa Ana, de la Parroquia de Nuestra Señora de la Oliva de Lebrija(1695);
- Santiago, de la cofradía de los Canteros de El Puerto de Santa María, desaparecido (finales del siglo XVII).

## Obras atribuidas
El Puerto de Sta. María:

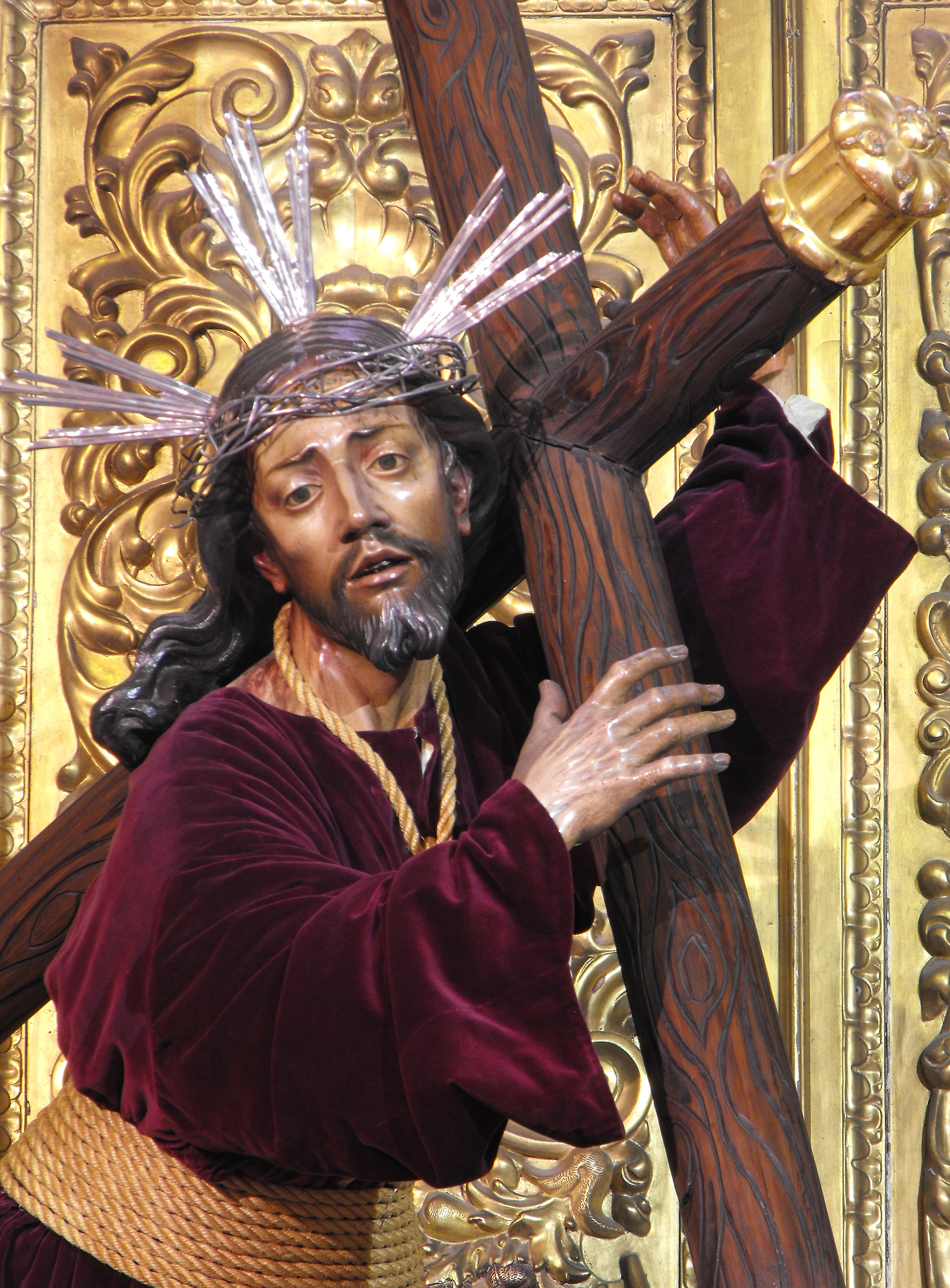
Jesús Nazareno, Prioral de El Puerto de Santa María. Atribuido a Ignacio López, 1702.

- Jesús Nazareno, Hermandad del Nazareno, Iglesia Prioral (1702);
- Virgen del Mayor Dolor y San Juan, Hermandad de la Veracruz, Parroquial de San Joaquín.

Jerez de la Frontera:
- Retablo mayor del Convento de Santo Domingo, imaginería, terminado en 1690;
- Virgen de la Luz, Parroquia de San Marcos;
- Retablo de la Encarnación, relieves de la Encarnación y Padre Eterno, Iglesia de San Francisco;
- Virgen del Desconsuelo y San Juan, Hermandad del Desconsuelo, Iglesia de San Mateo, 1712;
- Señor de las Penas, Hermandad del Desconsuelo, Iglesia de San Mateo, 1713;
- Virgen de la Piedad, San Juan y las Tres Marías, Hermandad del Santo Entierro, Capilla del Calvario, 1718);
- Virgen del Mayor Dolor y San Bartolomé, Hermandad del Mayor Dolor, Parroquia de San Dionisio, ha. 1680.

Lebrija:
- Retablo de Santiago, imaginería, Parroquia de Nuestra Señora de la Oliva de Lebrija, ha. 1695.

Morón de la Frontera:
- Virgen y San José, del grupo de la Sagrada Familia, de la Iglesia de la Merced.

## Estudio de su obra
En 2018 se celebraron unas jornadas sobre su obra y legado.